# 中華人民共和國政府懷疑企圖滲透澳洲議會事件
國際媒體在2019年11月下旬開始就中華人民共和國政府企圖滲透澳洲議會的指控作出報道。

## 事件
九號電視網在2019年11月24日播出的《六十分鐘時事雜誌》首次就事件作出報道。報道引述知名人士，並指中國大陸當局曾嘗試以1百萬澳洲元企圖招攬一名居於墨爾本的華裔人士在位於維多利亞州的奇澤姆國會選區參與選舉。該選區有許多華裔選民。
該名華裔人士最後於2018年向澳洲安全情報組織當局披露事件。
儘管兩件事件毫無關連，國際媒體在報道此事件的同一個星期內亦就王立強共諜案作出報道。

## 涉事人物

### 被企圖招攬人士
報道指被企圖招攬的人是一個音譯名為「趙波」或「周波」的前豪華汽車銷售經紀。
曾經與此人有商業來往的人士指他是一個有上進心的人，但做人好高騖遠，並且常想賺快錢。
此人在2017年因被捲入詐騙案而被法庭檢控。根據法庭紀錄，此人是因為被懷疑使用詐騙手段而得到用以購買豪華汽車的貸款而被檢控。
破產管理人在2019年開始向此人追討由一家位於灣畔市白禮頓區車行欠下的債項。該家車行已經倒閉。同時，此人亦因為欠下中國大陸投資者債務而與其妻子翻臉。
此人於2019年3月被發現倒斃於一家位於墨爾本威夫利山的旅館房間內。澳洲當局就此人之死展開死因庭調查，並於2020年裁定此人因為服藥過量而死，是自殺死亡。

### 聯絡人
報道指聯絡人是一個音譯名為「陳俊成」或「陳春生」的華裔商人。
根據西方情報保安專家，陳是中華人民共和國一名高級情報特務，並指陳曾穿著解放軍軍服拍照，和曾經假扮記者出席某些國際峰會。
根據紀錄，陳曾經向澳洲兩個主要政黨捐款。因為他的公司有就中華人民共和國的一帶一路政策倡議曾作出推銷，所以有指控說陳利用一帶一路倡議來進行情報任務。
陳本人已否認所有指控。他說自己曾借了朋友的解放軍軍服把玩拍照，並說有一名媒體公司老闆向他發出記者證，好讓他出席國際峰會。報道亦說暫時沒有證據顯示陳與趙的死有任何關連。

## 後續
華裔移民廖嬋娥最後於2019年大選中當選為奇澤姆選區的議員。
廖在此事前已經因為她被懷疑與中共中央統一戰線工作部所控制的組織有所關連而遭到猛烈的批評。媒體亦再次就廖與中國的關係作出報道。
在趙波事件被曝光的同時，澳洲媒體亦把兩張在2016年澳洲日於廖嬋娥的舊居拍下的相片公開。相片是在一次自由黨地區分部會議中拍下，而相片亦同時出現廖嬋娥和趙波兩人。廖本人事後說她不記得有沒有見過趙波，而現在亦沒有證據顯示廖嬋娥與此事件有關。

## 反應

### 澳洲
雖然澳洲安全情報組織因為「長久的慣例」而拒絕就事件作出深入的評論，但當局表示情報組織在報道播出已經開始展開調查。
總理兼自由黨黨魁摩利臣指滲透國會的指控令人「深感不安與困擾」。

### 中華人民共和國
外交部發言人耿爽就事件作出批評，指某些政客和媒體不斷編造間諜案，並指他們在涉及到中國的問題上已經到了「風聲鶴唳」、「草木皆兵」的地步。